# Hôtel de la Feronnays
L'hôtel de la Feronnays est un édifice situé à Moulins, en France.

## Localisation
L'hôtel est situé sur le territoire de la commune de Moulins, 7 rue de Paris, dans le département de l'Allier, en région Auvergne-Rhône-Alpes.

## Description
L'hôtel est composé autour d'une cour rectangulaire que ferme l'aile basse des communs. Les trois façades sur cour sont en briques noires et rouges, et en pierre, caractéristique de l'architecture civile moulinoise de cette époque. Passage voûté en anse de panier menant sur la rue. À l'intérieur, une rampe en fer forgé borde un escalier à huit volées droites desservant les étages. Chaque panneau de la rampe est rectangulaire, de composition symétrique, formé de motifs courbes affrontés. La façade de l'hôtel est un bon exemple de l'architecture du début du XVIIe siècle. La porte a gardé sa boiserie ancienne ornée de sculptures. Le grand balcon qui souligne l'architecture du rez-de-chaussée est porté sur deux consoles de pierre ; des grilles en fer forgé forment balcon aux fenêtres.

## Historique
L'hôtel date du XVIIe siècle, il est mentionné dès le XVe siècle. C'est sur l'emplacement de l'ancien hôtel de  Philibert Popillon du Ryau que Jean-Denis Guériot en 1749, conseiller du roi et receveur des tailles de l'élection de Moulins, construit l'actuel hôtel, c'est lui qui refait la façade visible au 7 rue de Paris, reconnaissable à ses fenêtres hautes, à sa balustrade et balcons en fer forgé, à sa porte d'entrée ornée de sculptures représentant des atlantes et des cariatides.
En 1765, il est racheté par le comte Pierre de La Ferronays qui lui laissera son nom, cet aristocrate issu d'une grande famille bretonne s'installe à Moulins par mariage avec Gabrielle Le Noir, la fille d'un seigneur de Cognat-Lyonne. Le nom de la Ferronays restera définitivement accolé à cet hôtel que la famille moulinoise conservera jusqu’à la fin du XIXe siècle, en l'imposant, sous la Restauration, comme le lieu des réunions les plus courues de la ville. Une demoiselle de la Ferronays fut notamment la femme de Gérard Antoine Louis de Champflour, l'un des maires de Moulins.
L'hôtel de la Feronnays est ensuite acheté par un avocat, Auguste Blandin, qui le restaure avec goût.
Plus tard, au XXe siècle, par leg, par héritage ou par mariage, il passera entre plusieurs autres mains puis sera vendu par morceaux à plusieurs copropriétaires,.

## Protection
L'hôtel est inscrit et classé partiellement au titre des monuments historiques par les arrêtés du 13 juin 1927, 2 mars 1942 et du 6 décembre 1977.
Éléments protégés : le portail (vantaux compris) et balcon : inscription par arrêté du 13 juin 1927 ; la façade sur rue : classement par arrêté du 2 mars 1942 ; les façades et toitures sur cour (a l'exclusion de l'aile des communs) et l'escalier principal avec sa rampe en fer forgé : inscription par arrêté du 6 décembre 1977.

## Galerie

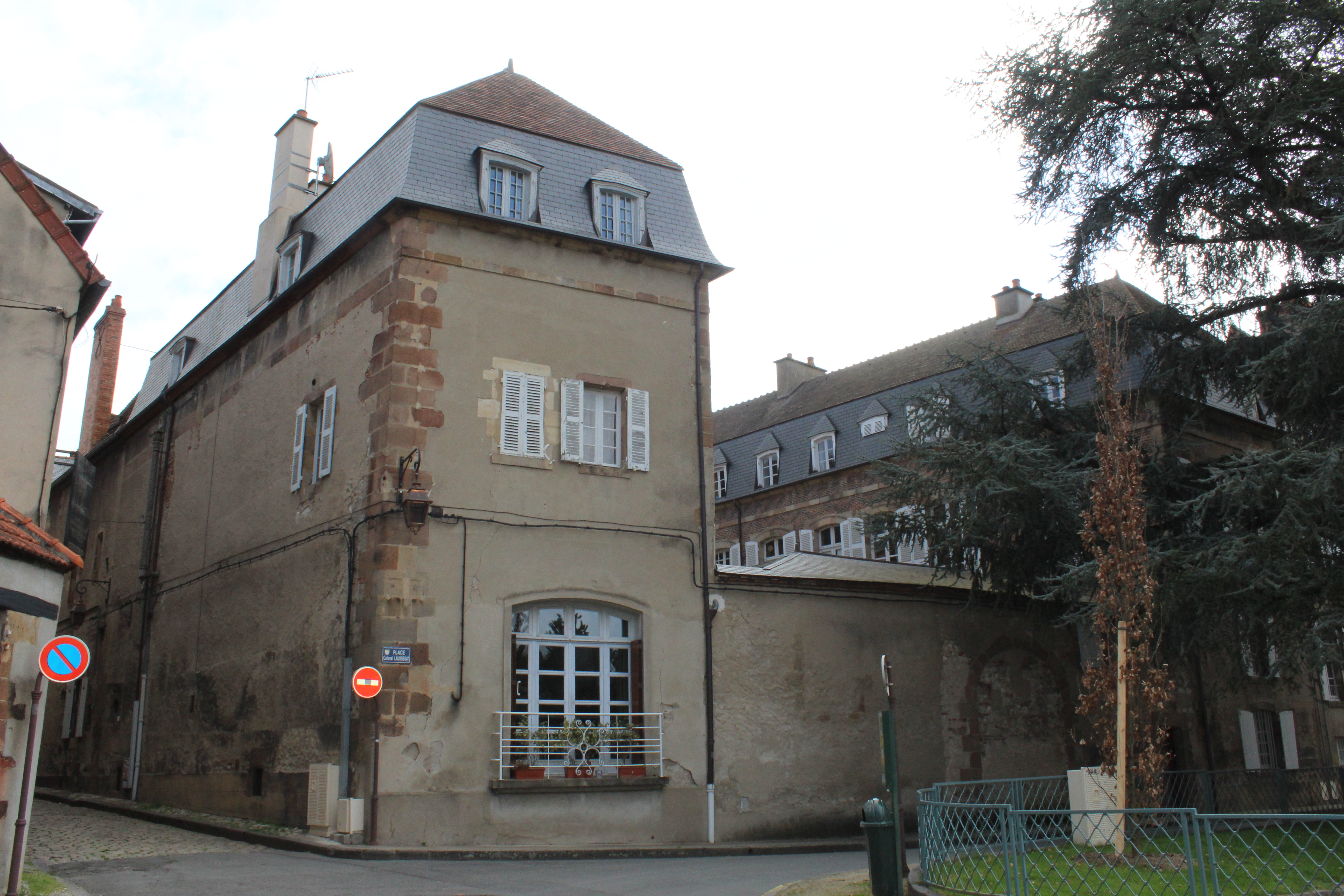
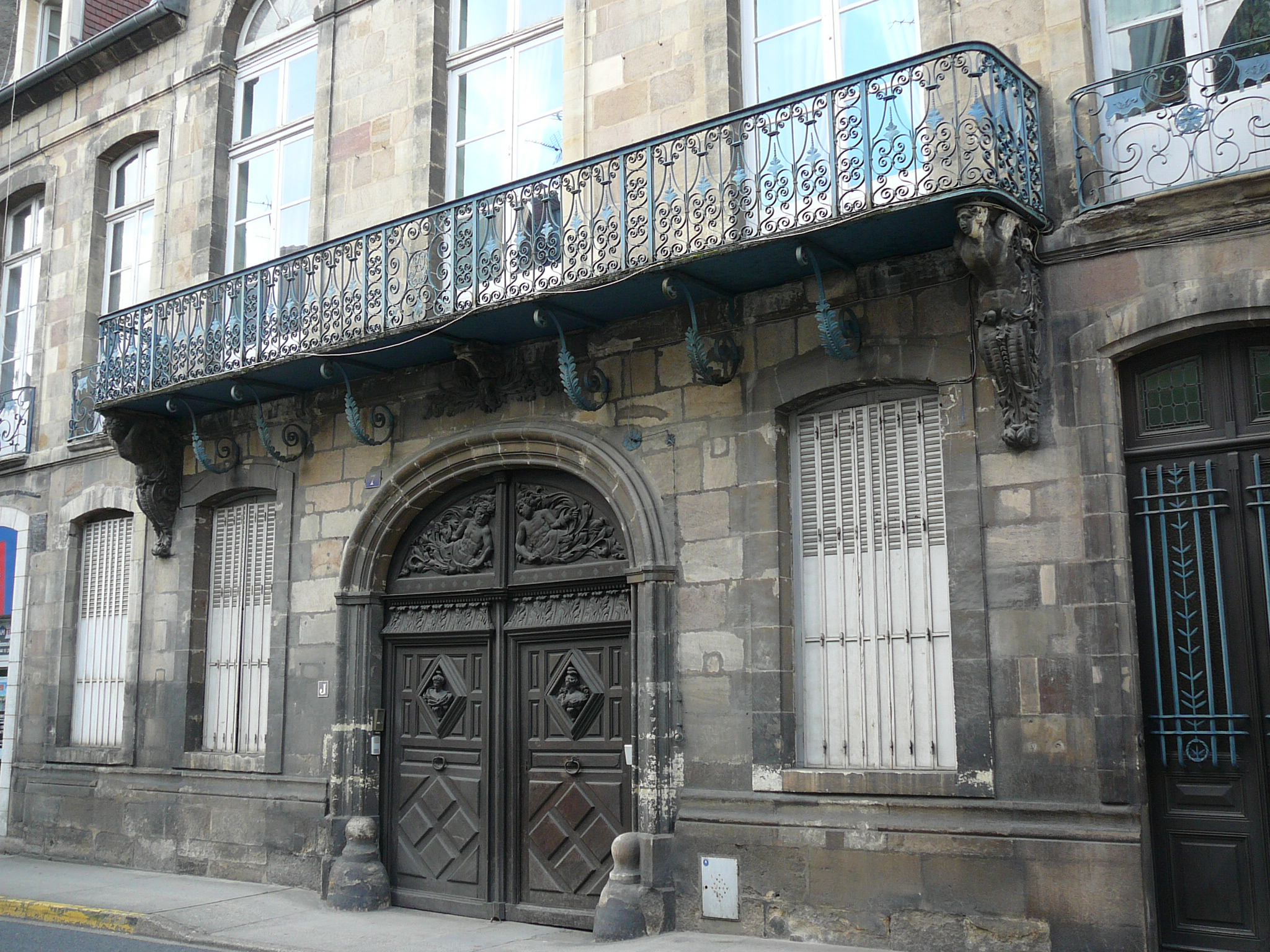
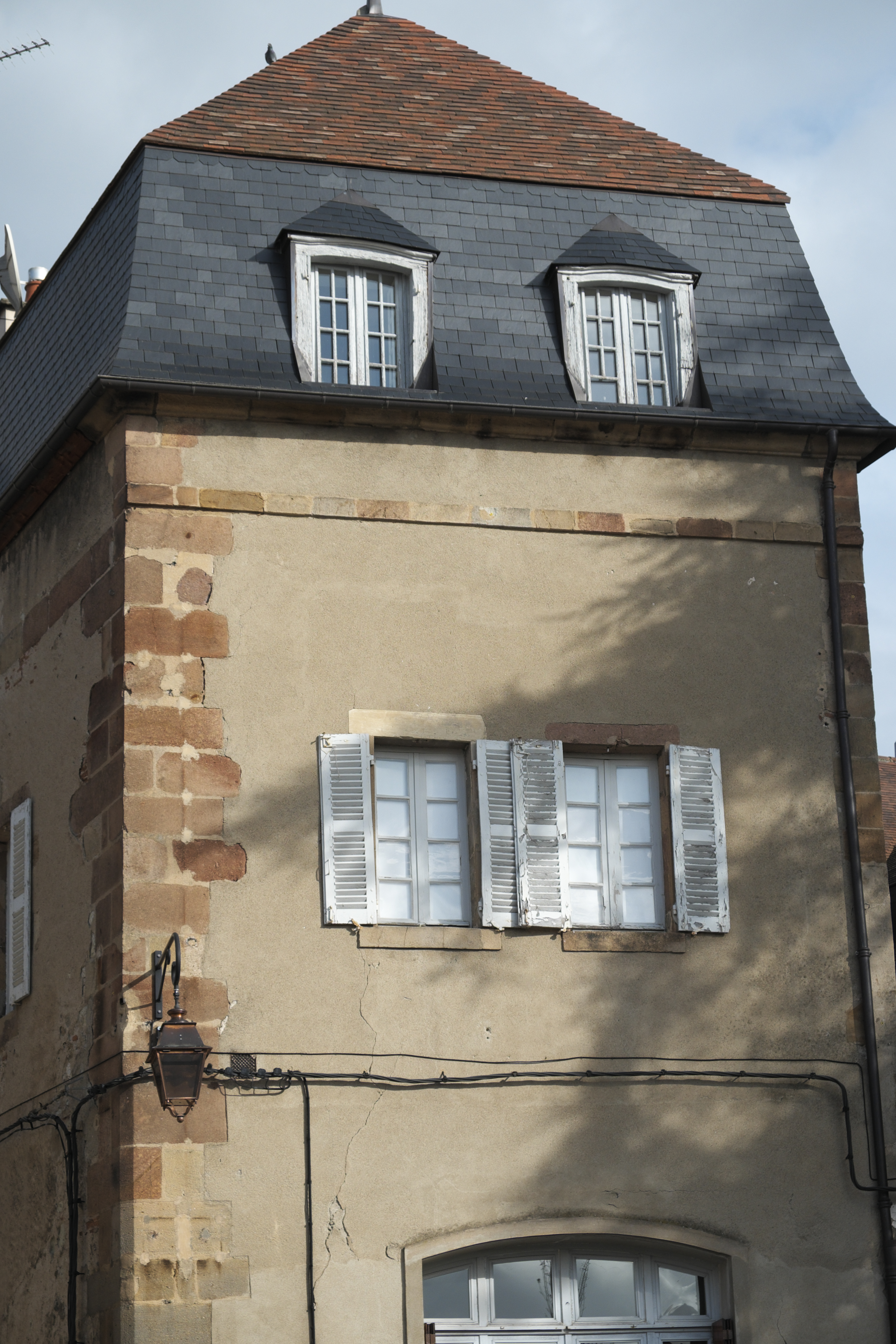
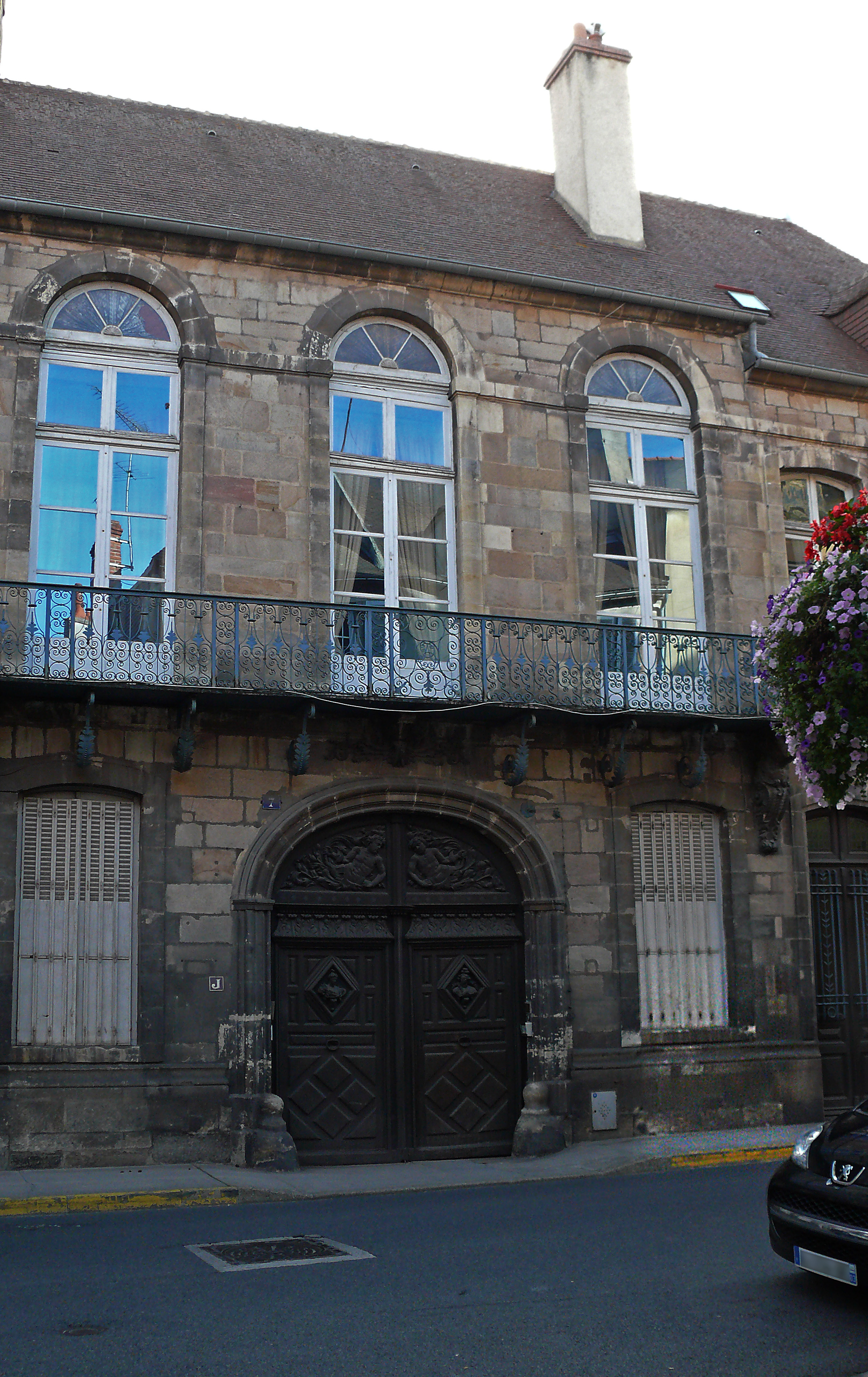
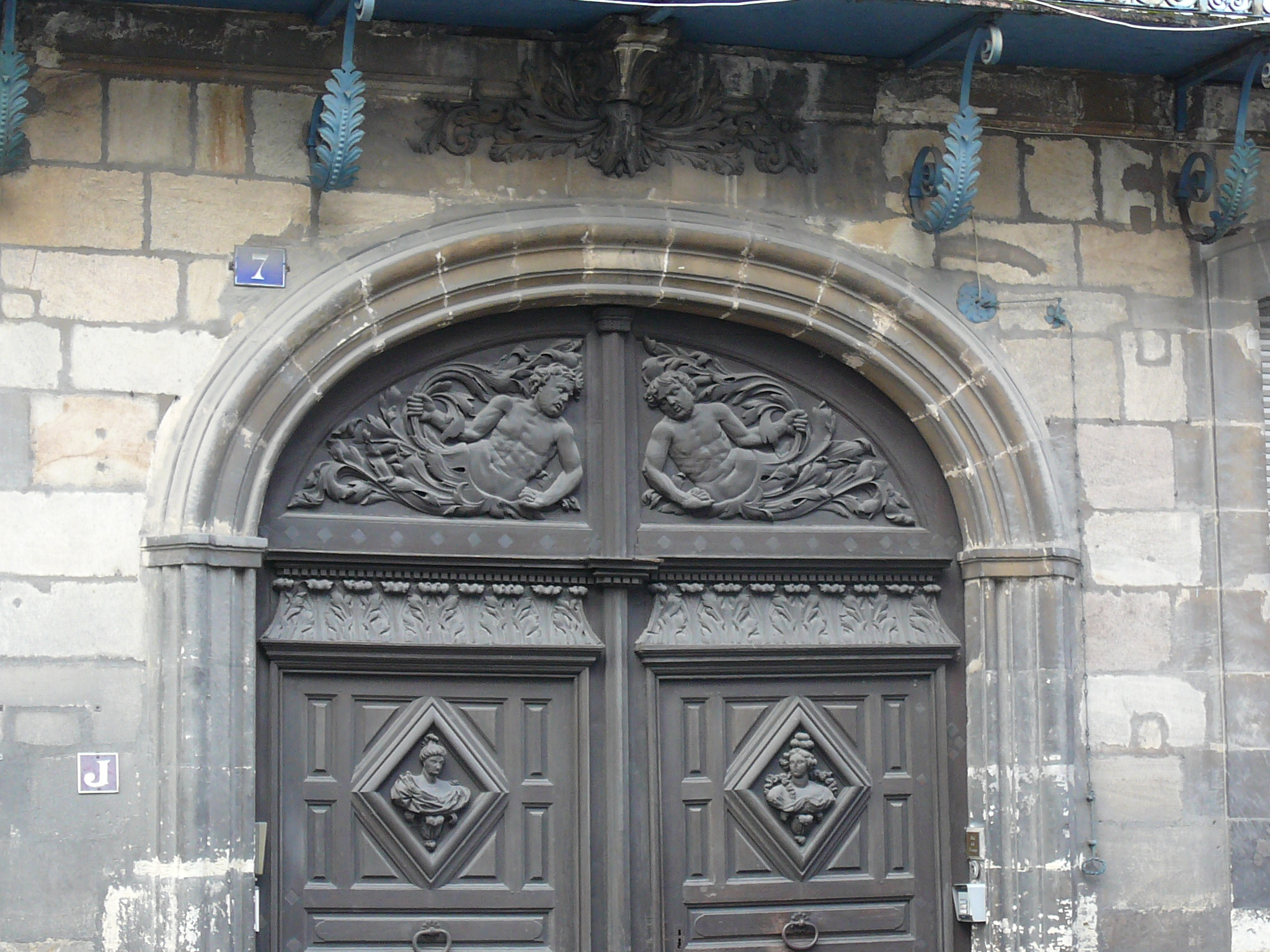
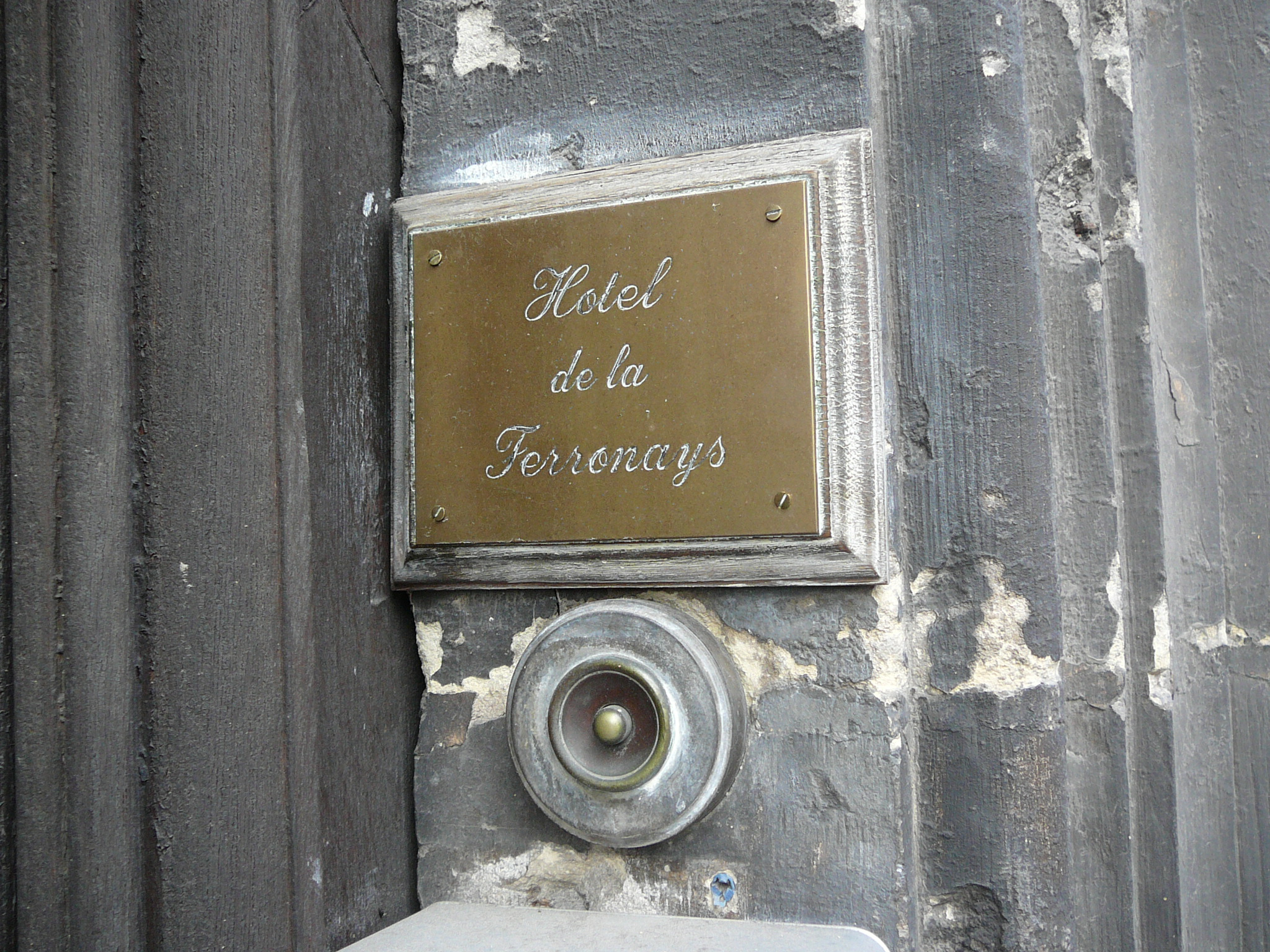